# Aupark (Hradec Králové)
Aupark je nákupní centrum v Hradci Králové. Nachází se vedle hlavního nádraží, v moderní budově, která se má stát jedním z nových symbolů tohoto statutárního města. Jedná se o druhé největší nákupní centrum v Hradci Králové. Slavnostní otevření proběhlo 11. listopadu 2016. Bylo postaveno na zdejším bývalém autobusovém nádraží Koruna, nedaleko hlavního vlakového nádraží.

## Specifikace
Výstavba byla zahájena v říjnu 2014 a byla dokončena na podzim 2016. Celá plocha tvoří 20 900 m², připravená pro cca 140 obchodů. Cena výstavby se pohybuje okolo 1,5 miliardy korun. Součástí stavby je parkovací dům s 1 100 místy ke stání a kancelářské plochy o 1 500 metrech čtverečních. Architektonický návrh vytvořila HELIKA a investorem se stal HB REAVIS.

## Stavba
Ve výběrovém řízení na získání pozemků bývalého autobusového nádraží Koruna zvítězila v červnu 2007 se svým záměrem slovenská společnost HB Reavis Group CZ. Původní záměr počítal s dokončením v roce 2011, přičemž samotná výstavba by měla trvat 20 měsíců. V roce 2009 oznámil investor odložení stavby. Důvodem bylo jednání o uzavření dohody s vlastníkem sousedních pozemků bývalé celnice a následné přepracování projektu. Počátek stavby se tak přesunul na jaro 2010. Následně byl tento termín posunut na přelom léta a podzimu 2010 z důvodu problémů s plánovací smlouvou, přičemž pozemky slouží jako provizorní záchytné parkoviště. Zpoždění výstavby bylo oznámeno i u přestavby blízké křižovatky, jejímž investorem je Magistrát města Hradce Králové z důvodu problémů s výkupem pozemků.

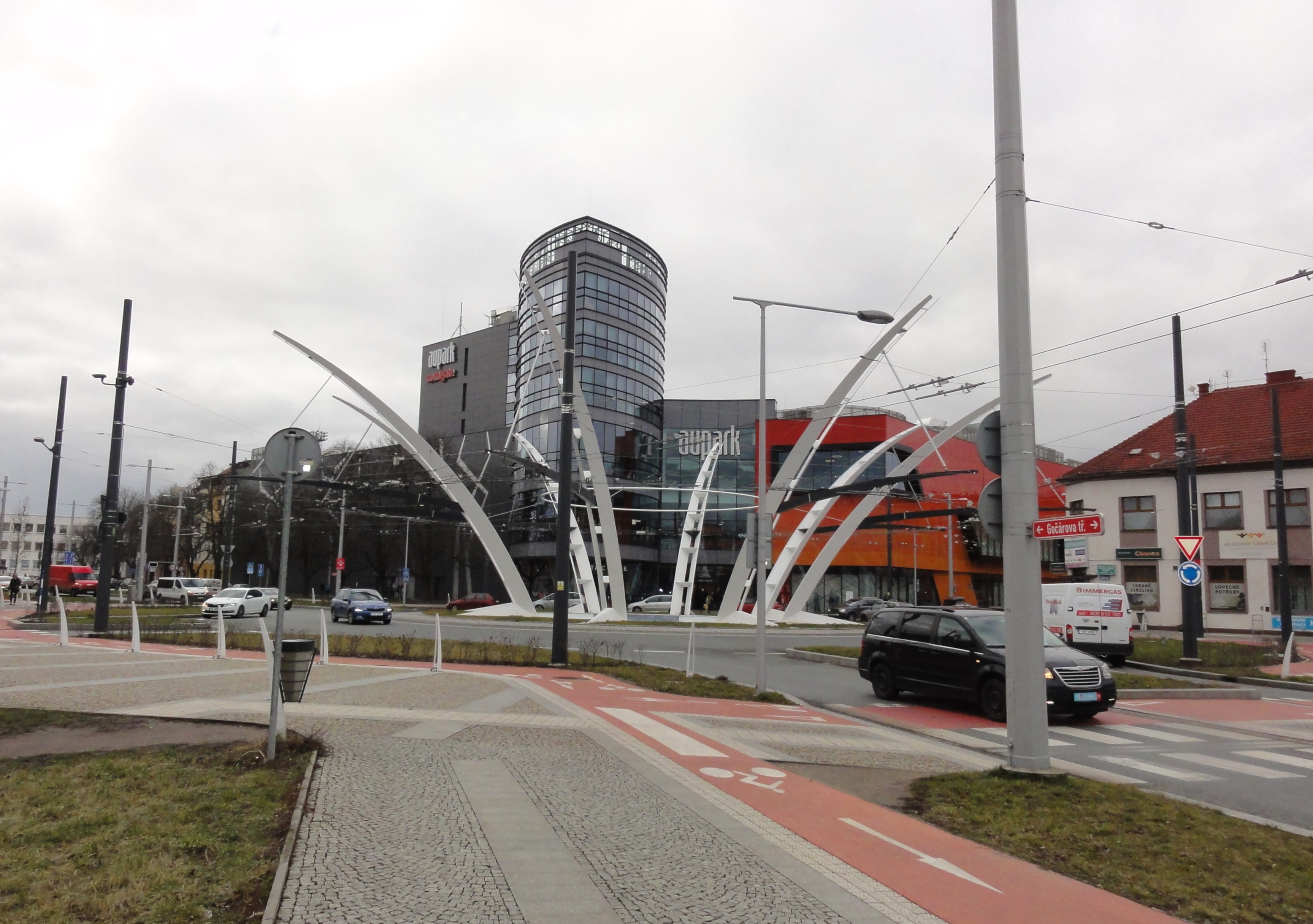
Pohled na křižovatku Koruna a Aupark od Sukových sadů

Další zpoždění stavby bylo oznámeno na jaře 2010. Zároveň bylo rozhodnuto o oddělení stavby samotného objektu paláce a dopravního řešení blízké křižovatky. Původní návrh byl rozšířen navíc o stavbu parkovacího domu. Obě stavby měly původně probíhat současně. Výstavba nové křižovatky, bude probíhat odděleně. Začátkem června 2010 oznámila investiční společnost, že veškeré problémy byly vyřešeny a po obdržení stavebního povolení by měla být stavba zahájena na přelomu roků 2010 a 2011, nejpozději však na jaře 2011.
Na podzim 2014 byla schválena výstavba. Začalo se s demolicemi a stavba samotná počala na konci roku. V r. 2015 byly vystavěny základy a stavba rostla do výšky. Na podzim 2016 byla stavba dokončena a investor se musel zabývat připomínkami občanů i města k rozsáhlé vzduchotechnice na střeše nejvyšší části centra, která je už od léta vidět z celé Gočárovy třídy a poněkud odporuje investorovu tvrzení, že centrum bude „přirozeným a urbanisticky hodnotným vyústěním Gočárovy třídy“. Zároveň nebylo zcela jasné, jestli nakonec v centru budou byty, jejichž přítomnost byla jednou z podmínek soutěže a bez kterých by v ni investor sotva uspěl.

## Obchody

### Supermarket
Billa.

### Gastronomie
Bageterie Boulevard, Café Level, Caffé Trieste, Costa Coffee, Fruitisimo, KFC, McDonald's, Running Sushi Sumo, Vegg Go, Panoramico.

### Elektro
Datart, iSetos, JRC Game centum, Dates Mobile.

### Móda
Lindex, H&M, New Yorker, Kara, Terranova, Orsay, Le Premier, Levis, Tommy Hilfiger, Bepon, Celio, Gas Jeans, Bushman, A.M.J. Košile, Otto Berg, Retro Jeans, SUPERDRY, Terranova.

### Služby
Česká spořitelna, mBank, Air Bank, Květiny Flamengo, Čistírna Daja, Giftsimo, Kadeřnictví Klier, O2, Vodafone, směnárna Tourist Centrum.

### Sport
A3 Coool, Sportisimo, 4F Sport, Nutrend.

### Obuv a kabelky
CCC, Ecco, Geox, Hajn, Lara Bags, Office Shoes, Reno, Stroll a Wojas.

### Klenoty a hodiny
Klenoty Aurum, Pandora, Alove, Klenotnictví Jolleo, On style, Présence, Quick Time, Real Time a Top Time.

### Krása a kosmetika
DM drogerie, Yves Rocher, Manufaktura, Marionnaud a Fann.

### Jiné
Hračky Bambule, Knihy Dobrovský, Benu lékárna, Bontonland, Muziker.